# Теорія літератури
Тео́рія літерату́ри (з грецької — спостереження, дослідження) — це галузь літературознавства, яка науково осмислює, узагальнює закономірності та особливості розвитку художньої творчості, розробляє та систематизує літературні поняття.
Теорія літератури як абстрактна, узагальнювальна наука про літературу формувалася поступово на основі роздумів, аналізу художньої творчості, мистецтва взагалі і в процесі диференціації гуманітарних знань сформовується наприкінці XVIII—XIX століть, у відносну окрему науку, продовжуючи взаємодіяти з філософією, естетикою, поетикою, історією літератури та літературною критикою.
Система наукових понять, яку створює теорія літератури, є досить складною та різноманітною. Структурно вона поділяється на кілька розділів. Перш за все теорія літератури вивчає сутність, зміст і форму художньої літератури, її специфіку та функції як самостійного виду мистецтва. Далі у сферу впливу теорії літератури входить розуміння специфіки художньої творчості й аналіз конкретних літературних явищ, поділ поезії на роди та жанри. Ще теорія літератури досліджує літературний процес, зміну напрямів, течій, шкіл, особливості стилю окремого письменника й у цілому літератури певної доби. Нарешті, до завдань теорії літератури входить розгляд закономірностей розвитку мови художньої літератури, особливостей віршування.
Теорія літератури досліджує загальні й спільні для кожної окремої національної літератури закони й закономірності, що пов'язують літературу з навколишньою дійсністю, а також внутрішньолітературні 